# Cytherissinellidae
De Cytherissinellidae zijn een familie van uitgestorven kreeftachtigen uit de klasse van de Ostracoda (mosselkreeftjes).

## Taxonomie

### Onderfamilie
- Judahellinae Sohn, 1968

### Geslachten
- Arqoviella Gerry & Honigstein, 1987
- Visnyoella Kozur, 1985